# NGC 6754A
NGC 6754A је спирална галаксија у сазвежђу Телескоп која се налази на NGC листи објеката дубоког неба.
Деклинација објекта је - 51° 2' 47" а ректасцензија 19h 8m 44,0s. Привидна величина (магнитуда) објекта NGC 6754 износи 13,5 а фотографска магнитуда 14,3. NGC 6754A је још познат и под ознакама ESO 231-23, IRAS 19048-5107, PGC 62816.